# Tangaye (Piéla)
Pour les articles homonymes, voir Tangaye.
Tangaye, parfois orthographié Tangay, est une localité située dans le département de Piéla de la province de la Gnagna dans la région Est au Burkina Faso.

## Géographie
Tangaye – commune à centres d'habitations dispersés – se situe à 11 km au sud-ouest de Piéla.

## Santé et éducation
Tangaye accueille un centre de santé et de promotion sociale (CSPS).